# Грязевики (подёнки)
Грязевики (лат. Caenis) — род подёнок семейства грязевые подёнки.

## Внешнее строение
Мелкие насекомые. Переднеспинка треугольная. Имеется только передняя пара крыльев с редуцированными поперечными жилками. По краю крыла имеются мелкие волоски. Лапки ног пятичлениковые. На втором тергите брюшка имеется с пальцевидный отросток. У самок церки и парацерки короче, чем у самцов.
Личинки с уплощенным телом. Ротовые органы направлены вперёд. На конце брюшка три нити.

## Биология
Личинки развиваются в разнообразных пресноводных водоёмах с гравийным или песчаным и илистым дном. Некоторые виды могут встречаться в солоноватых водах. Обнаружены на глубинах до 30 м. В течение года развивается одно поколение. Имаго летят на свет. Самки откладывают яйца на поверхность воды, в процессе яйцекладки брюшко может разрываться. Некоторые виды могут развиваться партеногенетически.

## Классификация
В мировой фауне насчитывается около 160 видов.

## Распространение
Почти всесветно распространённый род. Отсутствует в Австралии, где встречается близкий род Tasmanocoenis.